# La Cieneguita, Chihuahua
La Cieneguita är en ort i Mexiko.   Den ligger i kommunen Guadalupe y Calvo och delstaten Chihuahua, i den centrala delen av landet, 1 000 km nordväst om huvudstaden Mexico City. La Cieneguita ligger 2 575 meter över havet och antalet invånare är 258.
Terrängen runt La Cieneguita är huvudsakligen kuperad. La Cieneguita ligger uppe på en höjd.  Trakten runt La Cieneguita är nära nog obefolkad, med mindre än två invånare per kvadratkilometer. Närmaste större samhälle är Aserradero las Delicias, 2,3 km norr om La Cieneguita. I omgivningarna runt La Cieneguita växer huvudsakligen savannskog.